# Galopina
Galopina es un género con cuatro especies de plantas con flores perteneciente a la familia de las rubiáceas.
Es nativo del centro y sur de África tropical.

## Taxonomía
El género fue descrito por Carl Peter Thunberg y publicado en Nova Genera Plantarum 3. 1781.

## Especies
- Galopina aspera (Eckl. & Zeyh.) Walp. (1843).
- Galopina circaeoides Thunb. (1781).
- Galopina crocyllioides Bär (1923).
- Galopina tomentosa Hochst. (1844).